# Équipe d'Algérie de football en 1982
L'équipe d'Algérie de football participe lors de cette année à la Coupe du monde 1982 en Espagne et à la Coupe d'Afrique des nations 1982 en Libye. L'équipe d'Algérie est entraînée par Mahieddine Khalef et Rachid Mekhloufi.

## Les matchs
| Date             | Stade, Ville, Pays                         | Adversaire           | Score | Comp | Buteurs algériens               |
| 7 février 1982   | Stade olympique d'El Menzah Tunis, Tunisie | Tunisie              | 1- 0  | A    | Salah Assad 6e                  |
| 11 février 1982  | Stade Carlos-Tartiere Aviles , Espagne     | Espagne Ol           | 2 - 0 | A    | Lakhdar Belloumi ? , Amokrane ? |
| 7 mars 1982      | Stade du 28 Mars Benghazi, Libye           | Zambie               | 1 - 0 | CAN  | Merzekane 85e                   |
| 10 mars 1982     | Stade du 28 Mars Benghazi, Libye           | Nigeria              | 2 - 1 | CAN  | Madjer 45e, Assad 65e           |
| 13 mars 1982     | Stade du 28 Mars Benghazi, Libye           | Éthiopie             | 0 - 0 | CAN  | -                               |
| 26 mars 1982     | Stade du 28 Mars Benghazi, Libye           | Ghana                | 2 - 3 | CAN  | Zidane 29e, Assad 62e           |
| 18 mars 1982     | Stade du 11 Juin Tripoli, Libye            | Zambie               | 0 - 2 | CAN  | -                               |
| 25 avril 1982    | Stade du 5 juillet 1962 Alger, Algérie     | Pérou                | 1 - 1 | A    | Madjer 89e                      |
| 28 avril 1982    | Stade du 5 juillet 1962 Alger, Algérie     | République d'Irlande | 2 - 0 | A    | Salah Assad Madjer              |
| 16 juin 1982     | El Molinón Gijón, Espagne                  | Allemagne            | 2 - 1 | CM   | Madjer 54e, Belloumi 68e        |
| 21 juin 1982     | Stade Carlos Tartiere Oviedo, Espagne      | Autriche             | 0 - 2 | CM   | -                               |
| 24 juin 1982     | Stade Carlos Tartiere Oviedo, Espagne      | Chili                | 3 - 2 | CM   | Assad 7e 31e, Bensaoula 35e     |
| 19 décembre 1982 | Stade olympique d'El Menzah Tunis, Tunisie | Tunisie              | 1-0   | A    | Guemri 56e                      |

## Coupe d'Afrique des nations de football 1982
La Coupe d'Afrique des nations de football 1982 démarre le 5 mars 1982 en Libye.

### 1ertour

#### Groupe B
| 7 mars 1982 | Algérie       | 1 – 0 | Zambie | Stade du 28 Mars, Benghazi                  |                                             |
|             | Merzekane 85e |       |        | Spectateurs : 5 000 Arbitrage : Dodou N'Jie | Spectateurs : 5 000 Arbitrage : Dodou N'Jie |
|             | Rapport       |       |        | Spectateurs : 5 000 Arbitrage : Dodou N'Jie | Spectateurs : 5 000 Arbitrage : Dodou N'Jie |

| 10 mars 1982 | Algérie                | 2 – 1 | Nigeria   | Stade du 28 Mars, Benghazi                            |                                                       |
|              | Madjer 45e · Assad 65e |       | 44e Isima | Spectateurs : 5 000 Arbitrage : Cheikh Djibril M'Baye | Spectateurs : 5 000 Arbitrage : Cheikh Djibril M'Baye |
|              | Rapport                |       |           | Spectateurs : 5 000 Arbitrage : Cheikh Djibril M'Baye | Spectateurs : 5 000 Arbitrage : Cheikh Djibril M'Baye |

| 13 mars 1982 | Algérie | 0 – 0 | Éthiopie | Stade du 28 Mars, Benghazi                       |
|              |         |       |          | Spectateurs : 5 000 Arbitrage : Hugues Opangault |
|              | Rapport |       |          |                                                  |

| Place | Pays     | Pts | J | V | N | D | Buts + | Buts - | Diff. |
| 1er   | Algérie  | 5   | 3 | 2 | 1 | 0 | 3      | 1      | +2    |
| 2e    | Zambie   | 4   | 3 | 2 | 0 | 1 | 4      | 1      | +3    |
| 3e    | Nigeria  | 2   | 3 | 1 | 0 | 2 | 4      | 5      | -1    |
| 4e    | Éthiopie | 1   | 3 | 0 | 1 | 2 | 0      | 4      | -4    |

### Demi-finale
| 16 mars 1982 | Ghana                             | 3 – 2 a. p. | Algérie                | Stade du 28 Mars, Benghazi                     |                                                |
| 17h          | Alhassan 64e 103e · Opoku Nti 90e |             | 29e Zidane · 62e Assad | Spectateurs : 5 000 Arbitrage : Bester Kalombo | Spectateurs : 5 000 Arbitrage : Bester Kalombo |
| 17h          |                                   | Rapport     | Fergani                | Spectateurs : 5 000 Arbitrage : Bester Kalombo | Spectateurs : 5 000 Arbitrage : Bester Kalombo |

#### Match pour la3eplace
| 18 mars 1982 | Zambie                  | 2 – 0 | Algérie | Stade du 11-Juin, Tripoli                             |                                                       |
|              | Kaumba 2e · Munshya 25e |       |         | Spectateurs : 2 000 Arbitrage : Cheikh Djibril M'Baye | Spectateurs : 2 000 Arbitrage : Cheikh Djibril M'Baye |
|              | Rapport                 |       |         | Spectateurs : 2 000 Arbitrage : Cheikh Djibril M'Baye | Spectateurs : 2 000 Arbitrage : Cheikh Djibril M'Baye |

## Effectif
| N°   | Pos | Nom                                                                   | Date de naissance                                                                           | Sélections                                         | Buts                                    | Club           |
| ---- | --- | --------------------------------------------------------------------- | ------------------------------------------------------------------------------------------- | -------------------------------------------------- | --------------------------------------- | -------------- |
| 1    | GB  | Mehdi Cerbah                                                          | 3 janvier 1953 (31 ans)                                                                     | 4                                                  | 0                                       | JS Kabylie     |
|      | GB  | Mourad Amara                                                          | 19 février 1959 (23 ans)                                                                    | 1                                                  | 0                                       | JS Kabylie     |
|      | GB  | Larbi El Hadi                                                         | 27 Mai 1961 (21 ans)                                                                        | 0                                                  | 0                                       | WOBoufarik     |
|      |     |                                                                       |                                                                                             |                                                    |                                         |                |
| 2    | DF  | Salah Larbès                                                          | 16 septembre 1952 (30 ans)                                                                  | 4                                                  | 0                                       | JS Kabylie     |
|      | DF  | Rabah Djennadi                                                        | 3 juin 1959 (23 ans)                                                                        | 2                                                  | 0                                       | DNC Alger      |
| 4    | DF  | Abdelkader Horr                                                       | 10 novembre 1953 (30 ans)                                                                   | 5                                                  | 0                                       | DNC Alger      |
|      | DF  | Redouane Drici                                                        | 7 Mars 1959 (23 ans)                                                                        | 0                                                  | 0                                       | RC Kouba       |
|      | DF  | Meziane Ighil                                                         | 12 janvier 1954 (28 ans)                                                                    | 1                                                  | 0                                       | NA Hussein Dey |
| 3    | DF  | Mustapha Kouici                                                       | 16 avril 1954 (28 ans)                                                                      | 5                                                  | 0                                       | CR Belouizdad  |
| 5    | DF  | Chaabane Merzekane                                                    | 8 mars 1959 (23 ans)                                                                        | 4                                                  | 1                                       | NA Hussein Dey |
|      |     |                                                                       |                                                                                             |                                                    |                                         |                |
| 18   | ML  | Lakhdar Belloumi                                                      | 29 décembre 1958 (23 ans)                                                                   | 3                                                  | 0                                       | GC Mascara     |
| 8    | ML  | Ali Fergani                                                           | 21 septembre 1952 (30 ans)                                                                  | 4                                                  | 0                                       | JS Kabylie     |
| 6    | ML  | Ali Bencheikh                                                         | 9 janvier 1955 (27 ans)                                                                     | 5                                                  | 0                                       | MC Alger       |
|      | ML  | Mohamed Kaci Said                                                     | 2 mai 1958 (24 ans)                                                                         | 1                                                  | 0                                       | RC Kouba       |
| 20   | ML  | Djamel Zidane                                                         | 28 avril 1955 (27 ans)                                                                      | 1                                                  | 1                                       | KV Courtrai    |
|      | ML  | Hocine Yahi                                                           | 25 avril 1960                                                                               | 5                                                  | 0                                       | CR Belcourt    |
|      | ML  | Lyes Bahbouh                                                          | 6 Février 1957 (25 ans)                                                                     | 0                                                  | 0                                       | JS Kabylie     |
|      |     |                                                                       |                                                                                             |                                                    |                                         |                |
| 7    | AT  | Salah Assad                                                           | 13 mars 1958 (24 ans)                                                                       | 5                                                  | 2                                       | RC Kouba       |
| 11   | AT  | Rabah Madjer                                                          | 15 décembre 1958 (23 ans)                                                                   | 5                                                  | 0                                       | NA Hussein Dey |
| 9    | AT  | Mohamed Said Amokrane                                                 | 25 janvier 1957 (25 ans)                                                                    | 3                                                  | 0                                       | USM Ain Beida  |
| 14   | AT  | Ahmed Aït El Hocine                                                   | 30 aout 1957 (25 ans)                                                                       | 3                                                  | 0                                       | NA Hussein Dey |
| 13   | AT  | Rachid Kheloufi                                                       | 12 mai 1959 (23 ans)                                                                        | 2                                                  | 0                                       | DNC Alger      |
| NB : |     | L'effectif de l'équipe nationale d'Algérie dans la CAN - Libye , 1982 | tiré du livre : L'Almanach du Sport Algerien , Tome 1 de Hamid Grine Anep , 1990 page 202 . | NB : Belloumi à porté le N° 18 , voir Afrique Asie | N° 264 du lundi 26 avril 1982 page 60 . |                |

### Premier tour

#### Groupe 2
C'est la première fois qu'une équipe africaine bat une équipe européenne. En effet, l'Algérie, nouvelle venue, bat la RFA, future finaliste, sur le score de 2-1. Le reste des matchs du groupe donne ceci : une victoire et une défaite pour l'Algérie, deux victoires pour l'Autriche et une victoire allemande. Il reste le match RFA-Autriche à jouer. Si les Allemands gagnent de très peu, les deux équipes germaniques sont qualifiés aux dépens de l'Algérie, et c'est ce qui se produit : victoire 1-0 des Allemands lors d'un match quasi-muet, les deux équipes se contentèrent de passes inoffensives jusqu’à la fin de la partie. Devant un public médusé, ce spectacle de non-jeu entre deux nations sœurs fut retransmis sur les télévisions du monde entier. Cela donna lieu à de violentes polémiques et le match fut baptisé « match de la honte ». C'est depuis ce match qu'il a été décidé que les derniers matchs de poule d'un même groupe se jouent simultanément.
Toutefois, lors de son dernier match l'Algérie menait 3-0 à la mi-temps contre le Chili. Elle était qualifiée quel que soit le résultat de l'autre match, mais elle a encaissé deux buts en seconde mi-temps, frôlant même le match nul en fin de rencontre. À 3-0 ou 3-1, les « Fennecs » se qualifiaient. À 3-2, l'arrangement devient possible entre Allemands et Autrichiens.
Également, lors des années 2000-2010, plusieurs polémiques à propos du dopage touchant l'Allemagne et l'Algérie ont vu le jour. Harald Schumacher, de son côté, avouant la prise de médicaments au sein de la Mannschaft, tandis qu'une enquête médicale est ouverte en Algérie concernant les étranges malformations dont souffrent les enfants des joueurs de cette période, joueurs qui étaient préparés par un médecin soviétique.
| Classement final |                      |     |   |   |   |   |    |    |      |
|                  | Équipe               | Pts | J | G | N | P | BP | BC | Diff |
| 1                | Allemagne de l'Ouest | 4   | 3 | 2 | 0 | 1 | 6  | 3  | +3   |
| 2                | Autriche             | 4   | 3 | 2 | 0 | 1 | 3  | 1  | +2   |
| 3                | Algérie              | 4   | 3 | 2 | 0 | 1 | 5  | 5  | 0    |
| 4                | Chili                | 0   | 3 | 0 | 0 | 3 | 3  | 8  | -5   |

| 16 juin | Allemagne de l'Ouest | 1 | 2 | Algérie  |
| 17 juin | Autriche             | 1 | 0 | Chili    |
| 20 juin | Allemagne de l'Ouest | 4 | 1 | Chili    |
| 21 juin | Autriche             | 2 | 0 | Algérie  |
| 24 juin | Algérie              | 3 | 2 | Chili    |
| 25 juin | Allemagne de l'Ouest | 1 | 0 | Autriche |

### Algérie-Allemagne de l'Ouest
| 16 juin 1982                              | Allemagne                 | 1 - 2   | Algérie                                 | El Molinón Gijón, Espagne                              |                                                        |
| 17:15 (UTC+1) · Historique des rencontres | Karl-Heinz Rummenigge 67e | (0 - 0) | 54e Rabah Madjer · 68e Lakhdar Belloumi | Spectateurs : 42 000 Arbitrage : Enrique Labo Revoredo | Spectateurs : 42 000 Arbitrage : Enrique Labo Revoredo |
| 17:15 (UTC+1) · Historique des rencontres | Rapport                   |         |                                         | Spectateurs : 42 000 Arbitrage : Enrique Labo Revoredo | Spectateurs : 42 000 Arbitrage : Enrique Labo Revoredo |

| Allemagne de l'Ouest | Algérie |

| Allemagne de l'Ouest : |    |                       |  |     |     |
|                        |    |                       |  |     |     |
| Gardien de but         | 1  | Harald Schumacher     |  |     |     |
|                        | 20 | Manfred Kaltz         |  |     |     |
|                        | 14 | Felix Magath          |  | 83e |     |
|                        | 11 | Karl-Heinz Rummenigge |  |     |     |
|                        | 4  | Karl-Heinz Förster    |  |     |     |
|                        | 9  | Horst Hrubesch        |  |     | 83e |
|                        | 15 | Uli Stielike          |  |     |     |
|                        | 7  | Pierre Littbarski     |  |     |     |
|                        | 2  | Hans-Peter Briegel    |  |     |     |
|                        | 6  | Wolfgang Dremmler     |  |     |     |
|                        | 3  | Paul Breitner         |  |     |     |
| Remplaçants :          |    |                       |  |     |     |
|                        | 8  | Klaus Fischer         |  | 83e |     |
| Sélectionneur :        |    |                       |  |     |     |
| Jupp Derwall           |    |                       |  |     |     |

| Algérie :         |    |                     |  |     |     |
|                   |    |                     |  |     |     |
| Gardien de but    | 1  | Mehdi Cerbah        |  |     |     |
|                   | 5  | Chaabane Merzekane  |  |     |     |
|                   | 4  | Noureddine Kourichi |  |     |     |
|                   | 2  | Mahmoud Guendouz    |  |     |     |
|                   | 16 | Faouzi Mansouri     |  |     |     |
|                   | 15 | Mustapha Dahleb     |  |     |     |
|                   | 8  | Ali Fergani         |  |     |     |
|                   | 10 | Lakhdar Belloumi    |  |     |     |
|                   | 11 | Rabah Madjer        |  | 88e | 57e |
|                   | 14 | Djamel Zidane       |  | 64e |     |
|                   | 7  | Salah Assad         |  |     |     |
| Remplaçants :     |    |                     |  |     |     |
|                   | 12 | Salah Larbes        |  | 88e |     |
|                   | 9  | Tedj Bensaoula      |  | 64e |     |
| Sélectionneur :   |    |                     |  |     |     |
| Mahieddine Khalef |    |                     |  |     |     |

| Assistants : Casarin Aristizábal Homme du Match : Chaabane Merzekane |

### Algérie-Autriche
| 21 juin 1982                              | Algérie | 0 - 2   | Autriche                               | Stade Carlos Tartiere Oviedo, Espagne          |                                                |
| 17:15 (UTC+1) · Historique des rencontres |         | (0 - 0) | 55e Walter Schachner · 67e Hans Krankl | Spectateurs : 22 000 Arbitrage : Tony Bosković | Spectateurs : 22 000 Arbitrage : Tony Bosković |
| 17:15 (UTC+1) · Historique des rencontres | Rapport |         |                                        | Spectateurs : 22 000 Arbitrage : Tony Bosković | Spectateurs : 22 000 Arbitrage : Tony Bosković |

| Algérie | Autriche |

| Algérie :         |    |                     |  |     |     |
|                   |    |                     |  |     |     |
| Gardien de but    | 1  | Mehdi Cerbah        |  |     |     |
|                   | 5  | Chaabane Merzekane  |  |     |     |
|                   | 4  | Noureddine Kourichi |  |     |     |
|                   | 2  | Mahmoud Guendouz    |  |     |     |
|                   | 16 | Faouzi Mansouri     |  |     | 67e |
|                   | 15 | Mustapha Dahleb     |  | 76e |     |
|                   | 8  | Ali Fergani         |  |     |     |
|                   | 10 | Lakhdar Belloumi    |  | 66e |     |
|                   | 11 | Rabah Madjer        |  |     |     |
|                   | 14 | Djamel Zidane       |  |     |     |
|                   | 7  | Salah Assad         |  |     |     |
| Remplaçants :     |    |                     |  |     |     |
|                   | 19 | Djamel Tlemcani     |  | 76e |     |
|                   | 9  | Tedj Bensaoula      |  | 66e |     |
| Sélectionneur :   |    |                     |  |     |     |
| Mahieddine Khalef |    |                     |  |     |     |

| Autriche :      |    |                      |  |     |
|                 |    |                      |  |     |
| Gardien de but  | 1  | Friedrich Koncilia   |  |     |
|                 | 2  | Bernd Krauss         |  |     |
|                 | 3  | Erich Obermayer      |  |     |
|                 | 5  | Bruno Pezzey         |  |     |
|                 | 4  | Josef Degeorgi       |  |     |
|                 | 6  | Roland Hattenberger  |  |     |
|                 | 8  | Herbert Prohaska     |  | 80e |
|                 | 10 | Reinhold Hintermaier |  |     |
|                 | 7  | Walter Schachner     |  |     |
|                 | 9  | Hans Krankl          |  |     |
|                 | 14 | Ernst Baumeister     |  | 46e |
| Remplaçants :   |    |                      |  |     |
|                 | 19 | Heribert Weber       |  | 80e |
|                 | 20 | Kurt Welzl           |  | 46e |
| Sélectionneur : |    |                      |  |     |
| Georg Schmidt   |    |                      |  |     |

| Assistants : Christov Al-Doy Homme du Match : |

### Algérie-Chili

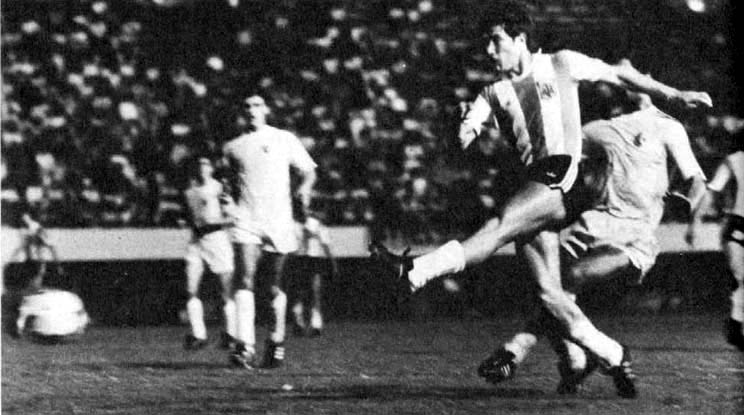
Algérie-Argentine au stade Calderon

| 24 juin 1982                              | Algérie                                 | 3 - 0   | Chili                                                    | Stade Carlos Tartiere Oviedo, Espagne                 |                                                       |
| 17:15 (UTC+1) · Historique des rencontres | Salah Assad 7e 31e · Tedj Bensaoula 35e | (3 - 2) | 59e (pen.) Miguel Ángel Neira · 73e Juan Carlos Letelier | Spectateurs : 16 000 Arbitrage : Rómulo Méndez Molina | Spectateurs : 16 000 Arbitrage : Rómulo Méndez Molina |
| 17:15 (UTC+1) · Historique des rencontres | Rapport                                 |         |                                                          | Spectateurs : 16 000 Arbitrage : Rómulo Méndez Molina | Spectateurs : 16 000 Arbitrage : Rómulo Méndez Molina |

| Algérie | Chili |

| Algérie :         |    |                      |  |     |
|                   |    |                      |  |     |
| Gardien de but    | 1  | Mehdi Cerbah         |  |     |
|                   | 5  | Chaabane Merzekane   |  |     |
|                   | 4  | Noureddine Kourichi  |  |     |
|                   | 2  | Mahmoud Guendouz     |  |     |
|                   | 16 | Faouzi Mansouri      |  | 73e |
|                   | 16 | Abdelmajid Bourebbou |  | 31e |
|                   | 8  | Ali Fergani          |  |     |
|                   | 9  | Tedj Bensaoula       |  |     |
|                   | 11 | Rabah Madjer         |  |     |
|                   | 12 | Salah Larbes         |  |     |
|                   | 7  | Salah Assad          |  |     |
| Remplaçants :     |    |                      |  |     |
|                   | 15 | Mustapha Dahleb      |  | 73e |
|                   | 13 | Hocine Yahi          |  | 31e |
| Sélectionneur :   |    |                      |  |     |
| Mahieddine Khalef |    |                      |  |     |

| Chili :         |    |                      |  |     |
|                 |    |                      |  |     |
| Gardien de but  | 22 | Mario Osbén          |  |     |
|                 | 18 | Mario Galindo        |  |     |
|                 | 3  | René Valenzuela      |  |     |
|                 | 5  | Elías Figueroa       |  |     |
|                 | 4  | Vladimir Bigorra     |  |     |
|                 | 6  | Rodolfo Dubó         |  |     |
|                 | 15 | Patricio Yáñez       |  |     |
|                 | 7  | Eduardo Bonvallet    |  | 37e |
|                 | 13 | Carlos Caszely       |  | 58e |
|                 | 11 | Gustavo Moscoso      |  |     |
|                 | 20 | Miguel Ángel Neira   |  |     |
| Remplaçants :   |    |                      |  |     |
|                 | 10 | Mario Soto           |  | 37e |
|                 | 9  | Juan Carlos Letelier |  | 58e |
| Sélectionneur : |    |                      |  |     |
| Luis Santibáñez |    |                      |  |     |

| Assistants : Fredriksson Coelho Homme du Match : Salah Assad |

| 25 juin 1982                      | Allemagne de l'Ouest | 1 - 0 | Autriche | El Molinón, Gijón                              |                                                |
| 17:15 · Historique des rencontres | Hrubesch 10e         |       |          | Spectateurs : 41 000 Arbitrage : Bob Valentine | Spectateurs : 41 000 Arbitrage : Bob Valentine |
| 17:15 · Historique des rencontres | Rapport              |       |          | Spectateurs : 41 000 Arbitrage : Bob Valentine | Spectateurs : 41 000 Arbitrage : Bob Valentine |

Légende: A : Match amical / CM : Coupe du monde de football 1982 / CAN : Coupe d'Afrique des nations de football 1982

### Bilan
| Rang | Équipe  | Pts | J  | G | N | P | Bp | Bc | Diff |
| ---- | ------- | --- | -- | - | - | - | -- | -- | ---- |
| #    | Algérie | 16  | 12 | 7 | 2 | 3 | 15 | 12 | +3   |

## Matchs amicaux
| Entraîneur :      |
| Mahieddine Khalef |

| Entraîneur :       |
| Elba de Pádua Lima |

| Entraîneur :      |
| Mahieddine Khalef |

| Entraîneur :       |
| Elba de Pádua Lima |

| Entraîneur :      |
| Mahieddine Khalef |

| Entraîneur : |
| Eoin Hand    |

| Entraîneur :      |
| Mahieddine Khalef |

| Entraîneur : |
| Eoin Hand    |